# Sfodria
Sfodria (in greco antico: Σφοδρίας?, Sphodrías; ... – Leuttra, 6 luglio 371 a.C.) è stato un politico e militare spartano.

## Biografia
Sfodria fu il generale lasciato come armosta a Tespie dal re di Sparta Cleombroto I; Sfodria ebbe quindi il comando di un terzo delle truppe alleate e ricevette tutto il denaro che il re aveva portato dalla città di Sparta, così da poter arruolare mercenari in caso di necessità; poco tempo dopo, però, Sfodria decise di invadere il territorio ateniese, senza essere stato provocato e, apparentemente, senza aver ricevuto ordini da Sparta, anche se Diodoro Siculo avanza l'ipotesi che forse potrebbe aver ricevuto ordini diretti e riservati dallo stesso Cleombroto, senza che questi avesse interpellato gli efori.
Secondo Plutarco e Senofonte, invece, Sfodria fu corrotto da Pelopida e da Gorgida, che volevano creare rapporti conflittuali tra Sparta ed Atene e che trovarono terreno fertile nell'indole venale e facilmente corruttibile di Sfodria.
L'intenzione di Sfodria era quella di marciare rapidamente da Tespie e di prendere di sorpresa il Pireo, ma sfortunatamente alle prime luci del giorno il suo esercito non era avanzato oltre la piana Triasia; a quel punto, secondo Plutarco, esso fu spaventato mortalmente da alcuni luci nel cielo che partivano dai templi di Eleusi. Sfodria dovette rinunciare alla presa del Pireo, ma, invece di ritirarsi immediatamente, rimase nel territorio ateniese per compiere numerosi saccheggi, portando Atene all'esasperazione.
Gli efori decisero di processarlo, anche per mantenere rapporti di pace con Atene; in ogni caso Sfodria era consapevole del grave pericolo che stava correndo, perciò decise di non difendersi e di non presentarsi al processo. Contrariamente ad ogni aspettativa Sfodria venne assolto, principalmente per l'influenza del re Agesilao II, il cui figlio Archidamo era amante di Cleonimo, figlio di Sfodria.
Nel 371 a.C., a Leuttra, Sfodria fece parte della guardia personale del re Cleombroto: entrambi morirono nella battaglia.